# 태국 교육부
교육부(약자: MOE, 태국어: กระทรวงศึกษาธิการ, 영어: Ministry of Education (Thailand), RTGS: Krasuang Sueksathikan)는 태국의 교육을 담당하는 태국 정부 기관이다. 1892년 라마 5세(출라롱꼰)에 의해 종교, 교육, 의료, 박물관을 담당하는 공교육부(태국어: กระทรวงธรรมการ, RTGS: Krasuang Thammakan)로 설립되었다. 1941년에 외무부는 공교육부에서 교육부로 이름을 바꾸었다.
교육부의 소재지는 1937년부터 찬 카심 궁전(Chan Kasem Palace)에 소재되었다.

## 비전
"도시, 시골, 외딴 지역에서 공평한 교육기회의 분배를 받는 모든 사람들에게 질 높은 학생 중심의 교육이 제공된다. 교육은 사람들의 활력소로 이어진다. 배워서 얻는 지식과 견문이 풍부하고 식견이 풍부한 사람들은 가난과 싸우기 위한 강력한 자본이다."
"Quality student-centred education is provided for everyone with distribution of equitable education opportunities, in cities, rural and outreached areas. Education leads to people's vigour building. Vigorous and knowledgeable people are powerful capital to fight poverty."

## 부서
"태국인(Thainess)"를 정의하고 홍보하는 국가 정체성 사무소는 교육부 내에 있다.

### 관리직
- 장관 : 태국은 지난 18년(2000~2018년) 동안 21명의 교육부 장관을 두고 있다. 임기는 평균 9개월이다.[4] 2018년 교육부 장관은 2016년에 임명된 Teerakiat Jareonsettasin이다.[5]
- 사무 총장

### 기능 부서
- 교육위원회 사무국
- 기초교육위원회 사무처
- 직업교육위원회 사무국
- 사학위원회 사무처

### 공공 기관
공공기관법 제2442호
- 마히돌 위타야누손 학교 (Mahidol Wittayanusorn School)
- 국제무역개발원
- 국립연구소 교육 시험 서비스

기타 공공기관
- 교육과학기술진흥원
- 교사 협의회
- 교직원복지진흥위원회 사무처(Suksapan Store)[6]